# Paranthropus aethiopicus
Paranthropus aethiopicus hoặc Australopithecus aethiopicus là một loài đã tuyệt chủng Hominin, một trong những Australopithecus mạnh mẽ.
Hiện đã có một cuộc tranh luận về nguồn gốc phyletic chính xác của mỗi loài. Các Australopithecus mạnh mẽ chia sẻ nhiều đặc tính của hộp sọ và hàm dưới, có lẽ cho thấy một sự phát triển tiến hóa chung.